# Maseben

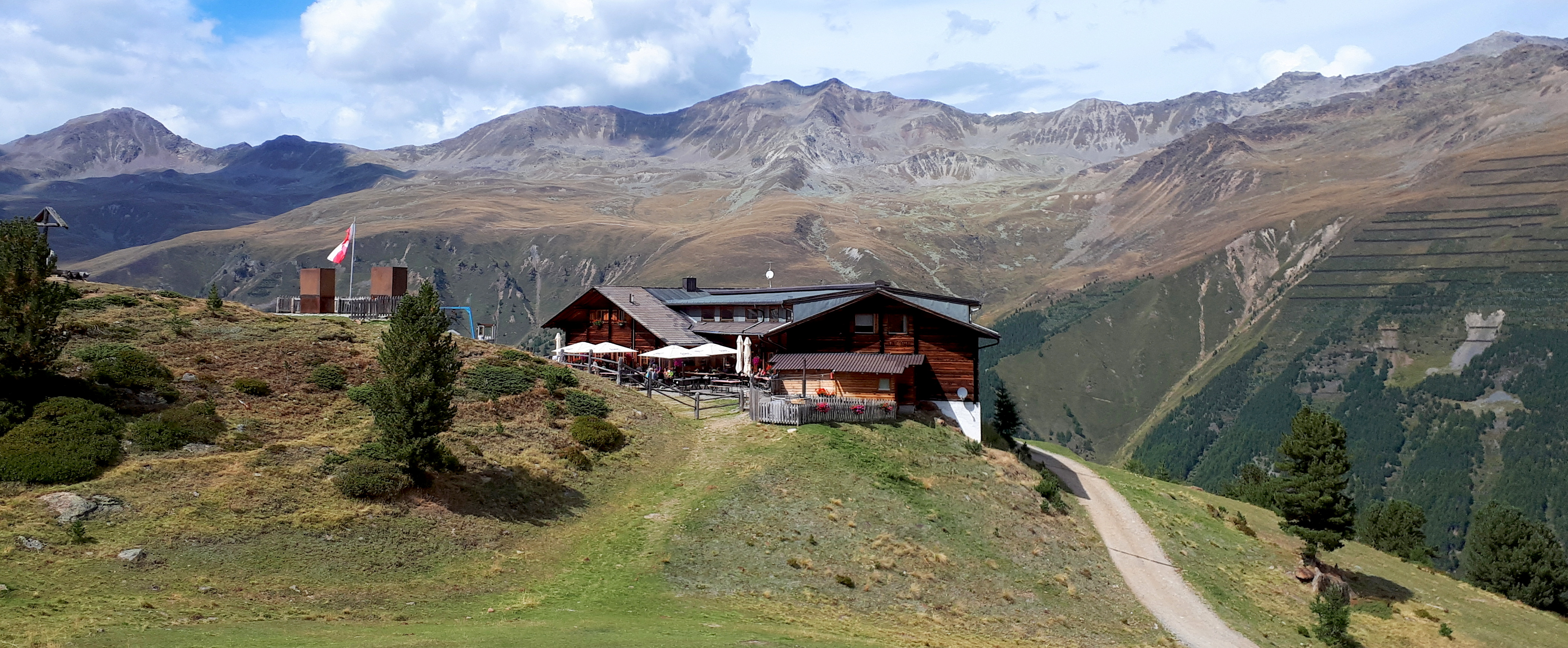
Masebenhütte

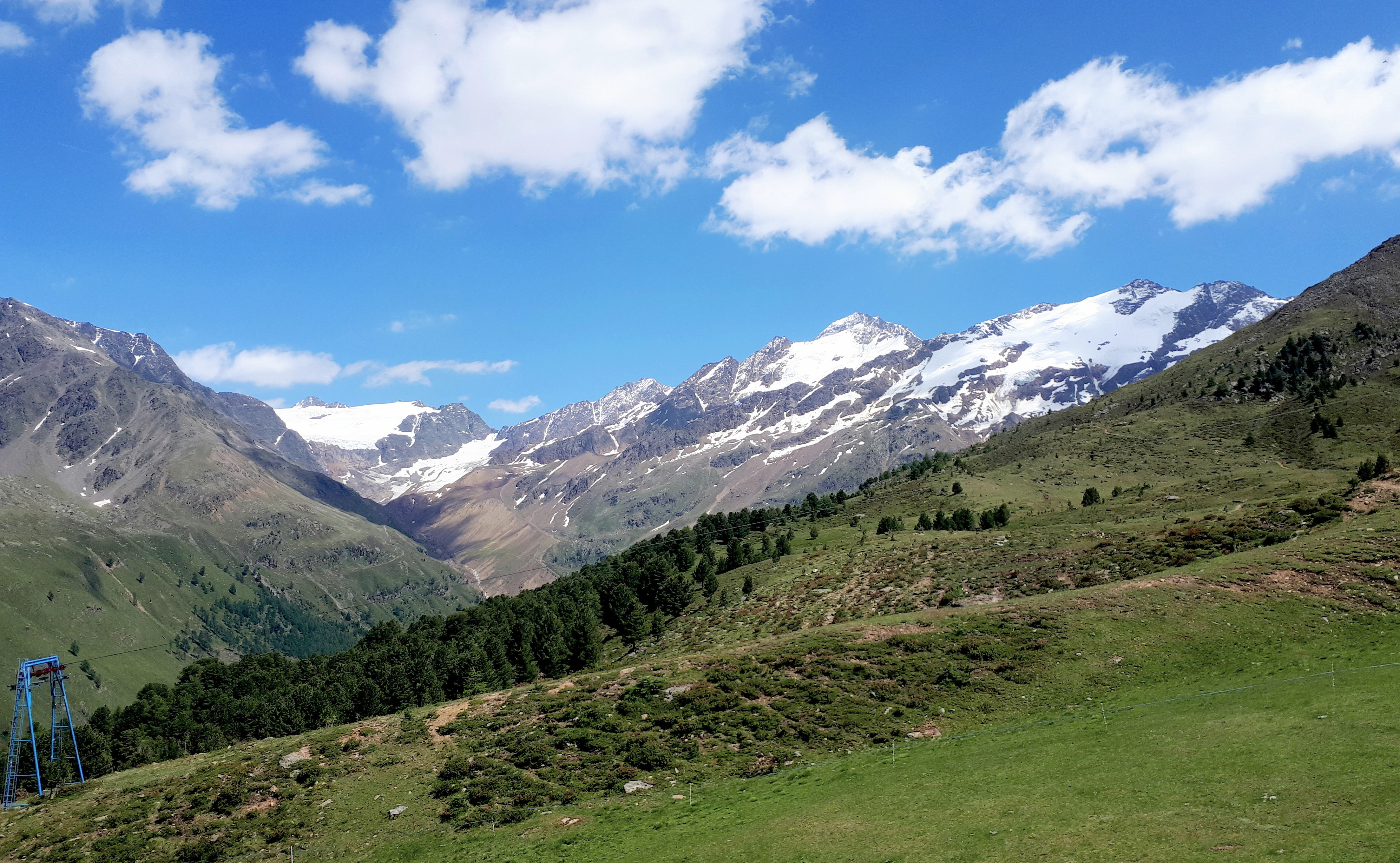
Blick auf die Planeiler Berge

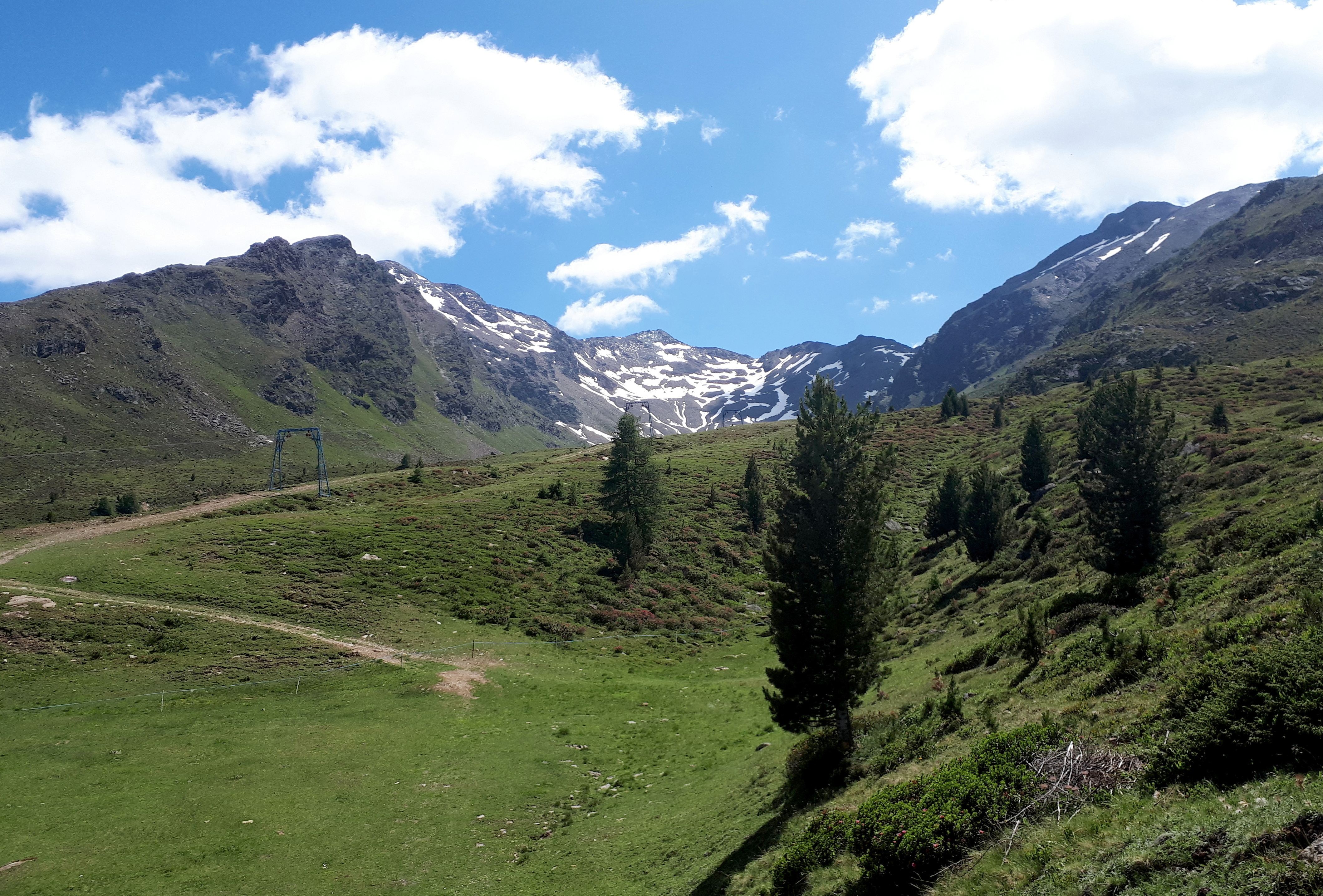
Blick zum Falbenairspitz, Mitterlochspitz und Tiergartenspitz

Das Skigebiet bzw. das Plateau Maseben befindet sich auf der südlichen Anhöhe des hinteren Langtauferer Tals, einem Seitental abgehend von Graun im Vinschgau am Reschensee in Südtirol, und ist vom Talort Kappl (1.850 m) über einem für den Verkehr gesperrten Wirtschaftsweg erreichbar. Das 1976 eröffnete Maseben war Mitglied der Ortler Skiarena und liegt auf einer Höhe zwischen 1.900 und 2.400 m. Nachdem das Skigebiet 2014 geschlossen wurde, ist seit 2015 die Berghütte Maseben und auch das Skigebiet wieder geöffnet. Allerdings wurde der zentrale Sessellift vom Parkplatz zur Berghütte nicht mehr reaktiviert, seitdem werden die Gäste mit Pistenraupen vom Parkplatz zur Hütte gebracht.
Maseben verfügt über einen Schlepplift nahe der Berghütte. Eine Abfahrt mit Skiern ermöglichen zwei Pisten. Daneben besteht eine 15 km lange Langlaufloipe und eine 2 km lange Rodelbahn. Heutzutage wird in Maseben im Winter vorrangig Skitourengehen, Schneeschuhwandern und Rodeln betrieben.
Im Sommer ist die bewirtschaftete Bergstation von Maseben, Ausgangspunkt für zahlreiche Hochgebirgstouren, so unter anderem zum Schwarzkopf (3.002 m), zur Tiergartenspitze (3.068 m), Mitterlochspitze (3.176 m), Falbenairspitze (3.199 m) oder zum Rotebenkogel (3.157 m).